# Батурина, Елена Николаевна
Еле́на Никола́евна Бату́рина (род. 8 марта 1963, Москва) — российская и международная предпринимательница, основатель крупной инвестиционно-строительной корпорации «Интеко».
Продав «Интеко», в 2011 году Елена Батурина переехала в Австрию и перенесла свой бизнес за рубеж. Президент компании «Inteco Management». В настоящее время Инвестиционная Группа Елены Батуриной расширяет деятельность в сфере международных инвестиций. Её портфолио включает в себя проекты в гостиничном бизнесе (Ирландия, Чехия и Россия), производстве возобновляемой энергетики (Италия, Кипр и Греция), мембранную инжиниринговую компанию (Германия), проекты в девелопменте жилой и коммерческой недвижимости (страны Европы, США, Казахстан и Россию).
По состоянию на 2024 год в списке миллиардеров Forbes Батурина занимает 2287 место с $1,3 млрд, источником состояния указаны «инвестиции, недвижимость, Self Made». Она занимает 100-е место в списке российских миллиардеров и 4-е место в списке самых богатых женщин России.
Согласно данным Forbes, Елена Батурина также является единственным независимым предпринимателем, построившей бизнес в строительной индустрии; она занимает 55 строчку в мировом списке женщин-миллиардеров, заработавших состояние самостоятельно. Всего в рейтинге этого года 227 женщин, но более 75 % процентов из них унаследовали своё состояние от членов семьи.
Елена Батурина является учредителем гуманитарного фонда «BE OPEN». Вдова бывшего мэра Москвы Юрия Лужкова (1936—2019) и сестра предпринимателя Виктора Батурина (род. 1956).

## Биография
Родилась в семье рабочих завода «Фрезер». Мать работала за станком, отец был мастером цеха.
Окончив школу в 1980 году, она отправилась на завод «Фрезер» и отработала там полтора года в должности техника-конструктора.
Наша семья была небогатой, поэтому, когда я окончила школу, отец сказал мне, что я могу продолжить учиться, но вечером, потому что днём я должна пойти работать. И я пошла на завод, где работали мои родители. Мне было 17 лет, однако, там я была большим человеком — работала в отделе, который занимался технологиями. Любое изменение в технологии должно было вноситься в специальную карту, так вот я и была той девочкой, которая бегала по цехам и заносила в карты всё то, о чём мне рассказывали. При этом я зарабатывала, можно сказать, бешеные деньги! На заводе хорошо платили — со всеми премиями у меня выходило 180 рублей в месяц. Чуть позже, когда я перешла на работу в научно-исследовательский институт, моя зарплата была уже 105 рублей.
В 1986 году окончила Московский институт управления имени С. Орджоникидзе.
- 1980—1982 гг.: Завод «Фрезер», техник-конструктор, старший инженер-конструктор отдела Главного технолога;
- 1982—1989 гг.: Институт экономических проблем комплексного развития Москвы, научный сотрудник; Всероссийский Союз объединённых кооперативов, заведующая секретариатом; Комиссия Мосгорисполкома по кооперативной деятельности, главный специалист;
- с 1989 года — начала заниматься предпринимательской деятельностью;
- 1991—1994 гг.: ТОО «Интеко», директор;
- 1994—2011 гг.: ЗАО «Интеко», Президент;
- 2006—2011 гг.: заместитель руководителя межведомственной рабочей группы по приоритетному национальному проекту «Доступное и комфортное жильё — гражданам России», член Комиссии по развитию рынка доступного жилья при Совете при Президенте Российской Федерации по реализации приоритетных национальных проектов и демографической политике.

## Бизнес
Елена Батурина начала заниматься бизнесом в 1989 году, создав вместе с братом Виктором Батуриным кооператив:
А потом в какой-то момент создала свою компанию, кооператив. И вот с тех пор, практически с 1989-го года… Стартового капитала практически не было, пытались заниматься чем ни попадя, чтобы заработать эти первые деньги. Делали программное обеспечение, покупали компьютеры, насыщали, ставили рабочие места.
5 июня 1991 года Краснопресненский райисполком Москвы зарегистрировал Устав принадлежащего Елене Батуриной ТОО «Интеко», специализирующегося на изготовлении различного вида пластиковых изделий. Впоследствии, по отдельным их видам, на долю продукции этой компании приходилось до четверти российского рынка. Позднее, в 1990-х годах, компания «Интеко», расширяя мощности, занялось строительным бизнесом в столице и других областях страны.
После накопления первоначального капитала следующим этапом развития «Интеко» стала нефтехимия — переработка пластмасс и выпуск пластиковых изделий. С этой целью в 1994 году на конкурсной основе был приобретён завод пластмасс. В 1998 году компания выиграла на открытом конкурсе крупный тендер на поставку 80 тысяч пластиковых сидений для стадиона Лужники, предложив более выгодные условия, чем её конкуренты. Впоследствии по некоторым видам пластиковых изделий на долю продукции компании приходилось 15‑30 % российского рынка.
В период становления компании с 1989 по 2000 годы основным бизнесом было производство пластмасс и изделий из них. В середине 1990‑х годов «Интеко» вошла в строительный бизнес, развивая следующие направления: разработка современных отделочных материалов и технологий для фасадных работ, производство цемента, панельное и монолитное домостроение, архитектурное проектирование и риэлтерский бизнес.
В 2001 году ЗАО «Интеко» приобрело у частного лица контрольный пакет акций одного из ведущих домостроительных комбинатов Москвы ОАО «Домостроительный комбинат № 3», что, как рассказывала в СМИ сама Батурина, стало началом активной строительной деятельности её компании:
ДСК‑3 — мой первый приход в строительство. Я давно присматривалась к этому рынку, видела, как быстро, динамично он развивается, какие там возможности. А получилось всё случайно. Ко мне пришли адвокаты вдовы директора комбината, который владел основным пакетом акций. И рассказали, что некие недружественные вдове фирмы оспаривают её права собственности, а попросту желают акции отнять. И испуганная женщина решила предложить все акции «Интеко» — при условии, что мы сможем защитить её права в суде. Мы успешно справились с задачей, и вот так, практически случайно, стали собственниками комбината.
После проведённой модернизации комбинат обеспечивал строительство 500 тыс. м² жилья в год.
В 2002 году в составе ЗАО «Интеко» была создана дочерняя компания ООО «Строительная компания ,,Стратеги,,», основной задачей которой было строительство монолитных зданий. Тогда же ЗАО «Интеко» приобрело цементные заводы ОАО «Подгоренский цементник» и ОАО «Осколцемент». Завод «Осколцемент» являлся одним из крупнейших производителей цемента в центральной России.
В 2003 году начинается реализация крупномасштабных проектов: жилой комплекс «Гранд-паркъ», жилой квартал «Шуваловский», жилой комплекс «Кутузовский» (г. Одинцово), жилой комплекс «Красногорье» (г. Красногорск).
В 2004 году компания приобрела акции ЗАО «Пикалевский цемент» и ОАО «Краматорский цементный комбинат ,,Пушка,,» (Украина), ОАО «Ульяновскцемент» и ОАО «Жигулёвские стройматериалы». На «ДСК‑З» запускается в производство новая серия 23‑этажных типовых домов П-3м-7/23 с улучшенными объёмно-планировочными решениями квартир и новой архитектурной концепцией фасадов.
В 2005 году руководство ЗАО «Интеко» приняло решение о продаже всех цементных активов группе «Евроцемент» с целью консолидации материальных и управленческих ресурсов, необходимых для реализации перспективных инвестиционно-строительных программ. Сумма сделки, по оценкам экспертов, составила 800 млн долларов. В июне 2005 года было продано ОАО «Домостроительный комбинат № 3». «Интеко» полностью сконцентрировалось на строительстве монолитного жилья и объектов коммерческой недвижимости.
На часть средств, вырученных от продажи данных активов, Батурина приобрела высокодоходные «голубые фишки» крупнейших российских корпораций «Газпром» и «Сбербанк». Этот дальновидный шаг позволил предпринимательнице в кризисный 2009 год продать эти акции со значительной прибылью и за счёт этого досрочно вернуть банкам взятые ранее для развития бизнеса кредиты и удержать свой бизнес на плаву. Процентная ставка по банковским кредитам в тот период резко увеличилась с 8‑10 до 18 %, что привело к разорению значительного числа российских девелоперов.
В это время в рамках реализации нового цементного проекта ЗАО «Интеко» были приобретены Верхнебаканский цементный завод (ОАО «ВБЦЗ») и цементный завод ООО «Атакайцемент», расположенные в Краснодарском крае.
Компанией был приобретён и один из крупнейших комбинатов индустриального домостроения юга России — ЗАО «Комбинат крупнопанельного домостроения» (ККПД) в Ростове-на-Дону.
По данным на 2007 год, компании принадлежали московские ЗАО «Интеко Пласт» (55 %) и «Бистро Пласт» (50 %), строительные фирмы ООО «СК ДСК 3» (100 %), ЗАО «Стайр» (100 %), ООО «Интеко ЦЕНТР» (100 %), ЗАО «Интеко Чесс» (г. Элиста, 100 %), ЗАО «Интекострой» (70 %), ОАО «ДСК № 3» (20 %), а также ЗАО «Парк» (100 %), ООО «Матрица» (100 %), ЗАО «Сочи АО» (75,58 %), ОАО «Горизонт» (50 %), ЗАО СХП «Селекционер» (Белгородская обл., 100 %) и ОАО «Успенский агромашпласт» (Московская обл., Успенское, 38 %). В группу «Интеко» также входили АКБ «Русский земельный банк» и торговый дом «Москва Река», занимающийся поставками зерна. В 2007 году выручка компании, по собственным данным, составила 1 миллиард долларов.
В 2007 году ЗАО «Интеко» вышло на рынок недвижимости Москвы с рядом новых современных жилых комплексов: «DOMINION», «Чемпион_парк», «Arco di Sole», «ASTRA». Для повышения эффективности реализации проектов комплексного освоения территорий в целях жилищного строительства в регионах РФ ЗАО «Интеко» создало дочернюю компанию ЗАО «Патриот».
В конце 2008 года наряду с «Газпромом», РЖД и другими крупными компаниями «Интеко» была внесена в перечень 295 системообразующих предприятий.
В 2009 году ЗАО «Интеко» приобрело 60 % акций ЗАО «Московская инженерная компания», специализирующегося в области инженерного строительства.
В 2009 году компания начинает сотрудничество с выдающимся испанским архитектором Рикардо Бофилем в рамках программы по созданию в России принципиально новых систем сборного домостроения с целью комплексного освоения территорий в целях массового жилищного строительства.
В 2010 году ЗАО «Интеко» приступило к возведению второго учебного корпуса МГУ имени М. В. Ломоносова. В 2010 г. состоялось открытие гостиничного комплекса построенного компанией «Новый Петергоф» в Санкт Петербурге.
В тот же период стало известно о продаже девелопером принадлежавших «Интеко» 50 % в комплексе с Московским дворцом бракосочетания в «Москва-сити» структурам Виктора Рашникова, владельца Магнитогорского металлургического комбината.
В 2010 году Елена Батурина оказалась одним из крупнейших налогоплательщиков России, заплатив в госбюджет налоги за 2009 г. на сумму 4 млрд руб.
По данным на 2009 год, 99 % акций компании принадлежит Елене Батуриной, 1 % — на балансе самого ЗАО «Интеко». Площадь всех проектов девелоперского портфеля компании составляет более 7 млн м², цементные мощности (ООО «Атакайцемент» и ОАО «Верхнебаканский цемзавод») — 0,6 млн тонн в год.
В июне «Интеко» завершено строительство бизнес-центра «Москва-парк» в Астане. Символический ключ от здания был вручён Президенту Республики Казахстан Нурсултану Назарбаеву.
В конце 2010 года Батурина продала принадлежащий ей Русский Земельный банк (РЗБ) иностранным инвесторам.
Самыми знаковыми завершёнными проектами «Интеко» в Москве (в период владения компанией Еленой Батуриной) являются жилой квартал «Шуваловский» (270 тыс. м²), жилой квартал «Гранд парк» (400 тыс. м²), жилой микрорайон «Волжский» (400 тыс. м²), многофункциональный комплекс «Фьюжн парк» с музеем уникальных автомобилей из частных коллекций «Автовилль» (100 тыс. м²), Фундаментальная библиотека (60 тыс. м²), а также учебный корпус гуманитарных факультетов (100 тыс. м²) Московского государственного университета имени М. В. Ломоносова, проинвестированные и построенные «Интеко».
В начале сентября 2011 года было объявлено о продаже инвестиционного бизнеса «Интеко»: покупателем 95 % компании должны были стать структуры предпринимателя Микаила Шишханова, а ещё 5 % — дочерняя компания Сбербанка «Сбербанк инвестиции». В сделку не вошли цементные заводы «Интеко». Сумма сделки не раскрывалась, но по оценкам участников рынка она оценивалась в $1,2 млрд (но с учётом долга компании, как предполагалось, Батурина должна была получить за «Интеко» всего $200 млн). Сделка была закрыта в декабре 2011 года. Позднее в 2011 г. Батурина осуществила сделку по продаже Верхнебаканского цементного завода. Покупателем стал Лев Кветной, а сумма сделки, по оценкам СМИ, составляет 17 млрд рублей.

## Бизнес после продажи «Интеко»
После продажи «Интеко» в 2011 году, Елена Батурина перенесла свою бизнес-активность в страны Европы и США и проживает в Австрии. В круг её коммерческих интересов на сегодняшний день входит гостиничный бизнес в Чехии и России; бизнес в сфере возобновляемой энергетики (Италия, Греция и Кипр); немецкая инжиниринговая компания, занимающаяся мембранным строительством. Батурина также имеет обширные интересы в сфере коммерческой и жилой недвижимости в различных странах мира.

### Гостиничный бизнес
Гостиничное направление в бизнесе Елены Батуриной включало в себя следующие объекты:
- пятизвёздочный отель «Grand Tirolia» в австрийском Китцбюэле, открылся в 2009 году, был продан в 2018 году австрийскому инвестору предположительно за €45 млн[38].С 2009 года гостиничный комплекс получил почётный статус первого в Австрии «Дома Laureus» и стал местом ежегодной церемонии вручения престижной международной премии Laureus World Sports Awards, именуемой экспертами «Оскаром» в спортивной журналистике.
- в 2010 году в Санкт-Петербурге открылся гостиничный комплекс «Новый Петергоф»[39]. Чуть позже отель получил ряд архитектурных премий: «Гран-при» архитектурного смотра-конкурса «Архитектон-2010» в номинации «Постройки», «Золотой диплом» конкурса «Green Awards» в номинации «Гостиничная недвижимость» и «Золотой диплом» Международного архитектурного фестиваля «Зодчество-2010» в номинации «Постройки»[40].
- мини-отель «Quisisana Palace» в Карловых Варах, Чехия, открылся в 2012. Отель является членом ассоциации Small Luxury Hotels of the World[41].
- в 2013 году после реконструкции начал работать отель «Morrison» в Дублине, Ирландия. Батурина выкупила отель у NAMA (отель был передан ассоциации за долги его предыдущего владельца) в начале 2012 года за €22 млн[42]. Ещё €7 млн было инвестировано в обновление интерьеров отеля и его переоснащение[43]. В настоящее время05[когда?]

 отель входит в топ лучших отелей Дублина[44]. Отель продан в 2020 году, предположительно, за сумму, превышающую €65 млн[45].

### Девелоперский бизнес

#### Инвестиции в международные девелоперские фонды
Инвестиционная группа Елены Батуриной также развивает проекты в сфере девелопмента жилой и коммерческой недвижимости в странах Европы, в России, США, и Казахстане.
Казахстан
В 2010 году в центре столицы было завершено строительство бизнес-центра «Москва» общей площадью 70 000 кв.м. Он был построен структурами международного предпринимателя Елены Батуриной в рамках соглашения о сотрудничестве России и Казахстана. В здании БЦ «Москва» расположен бизнес-центр класса «А», торговый центр, комплекс спортивных клубов, а также 9 ресторанов.
Архитектура здания напоминает океанский лайнер, в здании имеется внешний панорамный лифт, соединяющий торговую часть здания с панорамными ресторанами. Изображение здания размещено на национальной валюте номиналом 500 тенге, проект является популярным туристическим объектом.
В 2019 году БЦ «Москва» получил титул Best Office Development Kazakhstan международной премии Asia Pacific Property Awards 2019—2020 гг.

#### США
Представительство структур Е. Батуриной в США открылось в конце 2015 года. Оно обеспечивает поддержку и контроль за произведёнными в стране инвестициями, а также будет оперативно управлять девелоперским проектом в Нью-Йорке. Проект располагается в центральном Бруклине. В настоящее время05[когда?]

 здания используются как коммерческие. Параллельно прорабатывается процедура перевода участка земли, на котором они расположены, в категорию, пригодную для жилищного строительства, после чего здесь может быть реализован девелоперский проект.

#### Кипр
В 2019 году инвестиционные структуры Елены Батуриной объявили о начале строительства жилого комплекса «Символ», элитного девелопмента в городе Лимасол, Кипр. Строительство осуществляет кипрская компания «Cyfield Group», его завершение запланировано на 2021 год.
Общие инвестиции в девелопмент превысят €40 млн. Участок площадью 4,600 квадратных метров, расположенный непосредственно на береговой линии недалеко от центра города Лимасола, был приобретён в ноябре 2016 года.
Проект здания на 23 квартиры общей площадью 7 тысяч квадратных метров был разработан известным испанским архитектором Рикардо Бофиллом и его студией Taller de Arquitectura. На территории жилого комплекса также будут расположены подземная парковка, спортивно-оздоровительный комплекс, зоны отдыха, бассейн и частный сад; жильцам будут предоставлены услуги консьержа и собственной службы безопасности.

#### Проект в сфере альтернативной энергетики
На сегодняшний день Елена Батурина является единственным крупным частным инвестором российского происхождения в отрасли альтернативной энергетики, инвестировав 10 млн евро в развитие парков солнечных батарей, первый из которых находится на юге Европы. Согласно планам предпринимательницы, в ходе реализации проекта сумма может быть удвоена. Выработанная энергия реализуется в Европе, в разработке находится проект по строительству ещё двух парков. Проект предполагает не только строительство и коммерческую эксплуатацию имеющихся парков, но и строительство PV-парков «индивидуально» для того или иного предприятия, нуждающегося в бесперебойном энергообеспечении.
В 2016 году реализующая проект компания Елены Батуриной «Inteco Beteiligungs» завершила сделку по приобретению ещё одного парка солнечных батарей в Греции, в районе города Фарсала. Представители компании оценивают доходность приобретённого парка в €500 тысяч ежегодно.
В 2018 году структуры Батуриной приступили к реализации первого проекта в сфере ESCO (Energy Services Company) на Кипре. Проект состоит в оптимизации энергопотребления на клиентском предприятии или производстве. Все необходимые технологические решения на протяжении четырёх лет разрабатывались компанией Батуриной в сотрудничестве с Кипрским партнёром «Energy & Beyond», дочерним предприятием «GDL Green Energy Group». Первым же реализованным проектом станет оптимизация энергопотребления одного из крупнейших производителей мясной продукции на Кипре — компании «Paradisiotis Ltd». В 2019 году объём инвестиций в альтернативную энергетику и повышение энергоэффективности предприятий достигнет €40 млн.

#### Мембранное строительство
В 2015 году инвестиционные структуры Елены Батуриной приобрели мажоритарный пакет акций немецкой компании «Hightex GmbH», специализирующейся на мембранном строительстве. По итогам сделки под её контролем оказался пакет 75 % акций «Hightex GmbH», что обеспечило новый этап развития этому предприятию. Оставшиеся 25 % компании принадлежат её основателю Клаусу Коху.
В апреле 2017 года «Hightex» объявила о запуске двух международных проектов — в Катаре и США. В Катаре «Hightex» построит из мембран крышу и фасады для стадиона «Al Bayt». Стадион, рассчитанный на 60 000 зрителей, станет одной из площадок Чемпионата мира по футболу FIFA в 2022 году. В США «Hightex» реализует проект по установке мембранных элементов на строительстве объекта «Canopy of Peace» («Шатёр Мира») высотой 50 метров.

#### Концерн «Веедерн»
Интерес Елены Батуриной к коневодству и конному спорту, по сообщениям многих СМИ, возник в силу того, что ей и Ю. Лужкову подарили несколько лошадей, которые требовали ухода. В 1999 году предпринимательница стала председателем Федерации конного спорта России, а в 2000 году приобрела имение и завод «Веедерн» в посёлке Суворовка Озёрского района Калининградской области, чтобы возродить существовавшую там ранее двухвековую традицию разведения лошадей тракененской породы. Также было приобретено соседнее предприятие «Хлебороб», который обеспечивает лошадей кормом.
В 2011 управлением хозяйством занялся ушедший в отставку Юрий Лужков. После смерти Ю.М. Лужкова фермерское хозяйство и конный завод «Веедерн» перешли к его младшему сыну Александру.

## Рейтинги
2010 год — журналом Forbes Батурина была признана третьей богатейшей женщиной мира с состоянием $2,9 млрд.
2011 год — Елена Батурина переместилась на 77 место в списке самых богатых бизнесменов России с состоянием $1,2 млрд, оставаясь при этом самой богатой предпринимательницей страны.
2012 год — 86 место в списке самых богатых бизнесменов России с состоянием $1,1 млрд.
2013 год — 98 место, состояние $1,1 млрд, остаётся самой богатой деловой женщиной страны. В 2013 году газета Sunday Times включила Елену Батурину в рейтинг Sunday Times Rich List, список богатейших людей Великобритании. Русской предпринимательнице досталось 122-е место в общем списке и 12-е место в перечне самых состоятельных женщин. С тех пор Елена Батурина фигурирует в списке каждый год и лидирует среди женщин страны, заработавших своё состояние самостоятельно.
2014 год — 106 место, состояние $1 млрд, самая богатая женщина в списке.
2015 год — состояние Елены Батуриной составляет $1 млрд. В 2015, как и за прошедшие три года, она была самой богатой женщиной России.
2016 год — состояние Елены Батуриной увеличилось на $100 миллионов и достигло $1,1 миллиарда. Это позволило ей подняться сразу на 164 строчки в мировом рейтинге Forbes и на 20 строчек среди российских предпринимателей.
2017 год — Состояние составило $1 млрд, 1940 место в мировом рейтинге, 90 — в России. 2018 год — Состояние составило $1 млрд 200 млн.
2018 год — состояние Елены Батуриной увеличилось на $200 миллионов и составило $1,2 млрд.
2019 год — 81 позиция в рейтинге богатейших бизнесменов России c $1,2 млрд.
2020 год — впервые уступила первенство владелице Wildberries Татьяне Бакальчук ($1,4 млрд), сохранив состояние на уровне 2019 года в $1,2 млрд.
Возглавляла список богатейших женщин России с 2013 по 2020 год.
2021 год — состояние Елены Батуриной составило $1,3 млрд.
2022 год — согласно рейтингу Forbes состояние Елены Батуриной выросло до $1,4 млрд (+$100 млн с 2021).
2023 год — в «Рейтинге российских миллиардеров» Forbes заняла 88 место с состоянием в $1,3 млрд.
2024 год — занимает 100-е место в списке российских миллиардеров и 4-е место в списке самых богатых женщин России, сохраняя состояние $1,3 млрд.

## Общественная деятельность
В 2006 году заняла пост заместителя руководителя межведомственной группы по национальному проекту «Доступное и комфортное жильё — гражданам России».
Елена Батурина была единственным представителем строительного бизнеса в данной группе. В связи с работой над национальным проектом в «Интеко» было создано специальное подразделение, сотрудники которого выезжали в регионы России, обследуя на месте состояние предприятий стройиндустрии, определяя потребность в строительных материалах, собирая демографические и социологические данные. В итоге была разработана концепция Федеральной целевой программы «Развитие строительной индустрии и промышленности строительных материалов», на основании которой Правительством РФ разработана «Стратегия развития промышленности строительных материалов на период до 2020 года».
В 2010 году президент компании Елена Батурина стала одним из первых представителей крупного бизнеса, самостоятельно оказавших помощь пострадавшим при пожарах — в частности, «Интеко» безвозмездно построила в Тульской области детское дошкольное учреждение. Кроме того, Батурина выступила с обращением к другим руководителям российских строительных компаний с призывом поддержать её пример.
В 2015 году Батурина вошла в число международных послов общественной программы WE-Women for EXPO, организованной совместно с Министерством иностранных дел Италии. We-Women for EXPO — это международный общественный проект в рамках Всемирной выставки, созданный для поиска решений наиболее актуальных вопросов, поднимаемых на «ЭКСПО-2015». Проект объединяет выдающихся женщин всего мира: лауреатов Нобелевской премии, политиков, деятелей культуры, науки и спорта, благотворителей и предпринимателей. Статус международного посла был присвоен Елене Батуриной за вклад в продвижение инновационного подхода к решению социальных вопросов.
Елена Батурина является Вице-президентом Maggie’s и активно поддерживает благотворительную работу организации. Центры Maggie’s предоставляют физическую, эмоциональную и социальную поддержку людям, больным раком, а также их семьям и друзьям. Участие Елены Батуриной привело к существенному росту финансирования лондонского отделения Maggie’s, что позволило ей открыть новый центр Maggie’s Barts при больнице Св. Варфоломея в Лондоне, а также провести строительные и девелоперские работы в ещё не открытом центре при больнице Royal Marsden.
В период с декабря 2017 года по сентябрь 2019 года Елена Батурина входила в Совет попечителей Фонда Мэра Лондона. Фонд занимается развитием социальных и благотворительных проектов в поддержку молодёжи Лондона из неблагополучных и малообеспеченных семей.
Работа фонда, в первую очередь, направлена на то, чтобы юные лондонцы получили навыки и знания, необходимые для хорошего долгосрочного трудоустройства, повышения благосостояния и становления в качестве добропорядочного жителя города. Работа ведётся во всех районах мегаполиса, охватывая тысячи детей. Мэр Лондона является патроном Фонда.
Елена Батурина награждена Орденом Святой равноапостольной княгини Ольги.

## Судебные иски к СМИ
Елена Батурина неоднократно судилась с журналистами: в 2000 году она выиграла иск к телеканалу ОРТ и Сергею Доренко, в 2004 году суд удовлетворил иск о защите чести и достоинства Батуриной к редакции газеты «Ведомости» и журналисту Эльмару Муртазаеву, в 2005 году она выиграла иск к газете «Коммерсантъ».
Зимой 2007 года недовольство Батуриной вызвал номер журнала Forbes с её изображением на обложке и заголовком «Мне гарантирована защита», и заявление, что она якобы пользуется поддержкой госорганов («Елена Батурина не берёт открытых подарков от Москвы, она действует аккуратнее»). ИД Axel Springer Russia был готов уничтожить выпуск, но под давлением американских издателей выпустил спорный номер. В феврале 2007 года компания Батуриной подала иск в Московский арбитражный суд на Издательский Дом и другой иск, в Чертановский суд, на главного редактора журнала. Арбитражный суд Москвы удовлетворил иск к Axel Springer Russia и обязал Издательский Дом опровергнуть сведения, опубликованные в Forbes. Позже девятый арбитражный апелляционный суд удовлетворил иск, обязав журналистов выплатить её компании 106,5 тыс. рублей и напечатать опровержение.
В 2011 году Батурина выиграла судебный процесс против британской газеты The Sunday Times, которая приписала русской предпринимательнице приобретение поместья Witanhurst в Лондоне, второго по стоимости после Букингемского дворца. В результате издание опубликовало опровержение и принесло извинения.

## Поддержка спорта

### Гольф
«Интеко» выступала спонсором гольф-турнира Russian Open Golf Championship, одного из этапов Европейского Тура PGA, а также оказывала поддержку представителям российской юношеской сборной во время их участия в зарубежных соревнованиях. Помимо этого, Елена Батурина поддерживала благотворительные турниры по гольфу на Кубок Президента РФ в России, а также соревнования «Rottary Golf World Championship» в Китцбюэле (Австрия).

### Конный спорт
В течение 6 лет, с 1999 по 2005 гг., Елена Батурина занимала пост Президента Федерации конного спорта России. За это время положено начало организации международных соревнований по выездке и троеборью для юношей и юниоров, были сформированы команды всадников соответствующих возрастных категорий, квалифицированных для участия в чемпионатах Европы. В Москве проводилось много соревнований, в том числе Кубок мэра Москвы, который был одним из этапов Кубка.
Федерации удалось найти спонсоров, благодаря которым стало возможным проводить соревнования достойного уровня. Спонсорские деньги шли не только на организацию взрослых турниров, большое внимание уделялось развитию юношеского и юниорского спорта, помощи детским спортивным школам. В эти годы Федерация также оказывала поддержку основным российским конноспортивным базам, находила средства для ремонта и реконструкции. В результате более широко удалось использовать уникальные возможности конноспортивных комплексов «Битца», «ЦСКА», был восстановлен ОУСЦ «Планерная», где после десятилетнего перерыва были проведены Чемпионат России, Кубок России и Первенство России среди юношей и юниоров по троеборью.

## Поддержка культуры и искусства
Русские сезоны в Европе. Первые «Русские сезоны» Елена Батурина организовала в Китцбюэле, Австрия, в 2008 — это было празднование Русского Рождества с участием российских исполнителей классической музыки и коллективов русской народной песни и танца. Следующие этапы «Русских сезонов» в течение нескольких лет проводились не только в Австрии, но и в ряде других стран Европы.
Международный музыкальный фестиваль «Jazza Nova». Одними из самых массовых и ярких культурных мероприятий из организованных Еленой Батуриной за рубежом, стали международные музыкальные фестивали «Jazza Nova» в Китцбюэле. В течение разных лет его хэдлайнерами становились легенды мировой музыки Стиви Уандер и Карлос Сантана, участниками были Liquid Soul и Brazzaville, «Хор Турецкого», Сергей Жилин и пр. Посещение фестиваля было бесплатным, приглашения распространялись через общественные фонды.

## Поддержка благотворительных программ в России

#### «НООСФЕРА»
Елена Батурина является учредителем благотворительного Фонда поддержки образования (ФПО) «НООСФЕРА», деятельность которого направлена на развитие веротерпимости и толерантности в обществе и предусматривает создание системы образовательных курсов, информационных и досуговых центров, грантовых и стипендиальных программ. Фонд «НООСФЕРА» является инициатором и одним из организаторов образовательного фестиваля «Команда Толерантность».
В 2017 году Фонд «Ноосфера» реализовал образовательный астрономический проект в Лондоне при поддержке Фонда Мэра Лондона.

#### «Дом всем миром»
Елена Батурина выступила инициатором благотворительного проекта «Возрождение русской традиции коллективной помощи в строительстве дома» («Дом всем миром»). Данный проект был призван объединить усилия коммерческих организаций, частных лиц и органов власти в различных регионах России для решения жилищных проблем людей, остро нуждающихся в улучшении жилищных условий. В рамках проекта «Дом всем миром» «Интеко» подарила квартиры семьям в Москве, Ростове-на-Дону и Санкт-Петербурге.

## Гуманитарный фонд BE OPEN
«BE OPEN» — это креативный think tank / «мозговой центр», миссия которого заключается в продвижении идей и личностей, способных улучшить мир. Это культурная и гуманитарная инициатива, которая нацелена на то, чтобы собрать энергию глобальной творческой элиты — лучших умов из сферы искусства, образования, дизайна, бизнеса — и направить её на позитивное преобразование общества. Развитие и реализация творческого потенциала молодых людей осуществляется с помощью развёрнутой системы взаимосвязанных мероприятий: конференций, конкурсов, выставок, мастер-классов, мероприятий в области культуры и искусства. Реализацией проекта «BE OPEN» занимается международная команда.
Елена Батурина давно участвует в благотворительных проектах, приоритетом которых являются молодые люди и их идеи. Центральный элемент её благотворительной деятельности — надежда на изменение мира к лучшему путём инвестирования в новое, талантливое поколение.
Мы запускаем проект «BE OPEN» на фоне экономических и политических потрясений во всём мире, в то время, когда жизненно необходима выработка решений на долгосрочной основе, дающая устойчивые результаты. В настоящее время ощущается недостаток по-настоящему вдохновляющих идей, внедрение которых может существенно изменить ситуацию в мире, поэтому общество обращается за решениями к креативному сообществу. Это именно то, для чего был создан фонд Be Open. Основная составляющая проекта «BE OPEN» заключается в проведении серии глобальных конференций, ориентированных на создание платформы для международного экспертного обсуждения как катализатора реализации новых идей. Постоянно путешествуя по разным странам, проект будет привлекать внимание местных креативных аудиторий по всему миру.
Первое публичное мероприятие фонда было организовано в рамках Milan Design Week 2012 и было посвящено «зонтичной» теме BE OPEN to the Future. В сотрудничестве с Interni, ведущим изданием в сфере дизайна, фонд обеспечил себе широкое внимание на Fuori Salone, пригласив ключевые фигуры мира искусства и дизайна к участию в интереснейших дискуссиях на тему творческого мышления и продвижения идей. В частности, конференция была посвящена тому, каким образом авторы смогли развить свои идеи и создать всемирно известные бренды, такие как Alessi и Fiorucci, или стать таким всемирно признанными дизайнерами как Julian Schnabel.
Затем BE OPEN принял участие в Design Miami/ Basel, где объявил о запуске образовательной программы BE OPEN Inside the Academy. Программа предназначена для поддержки наиболее эффективных и инновационных обучающих практик, представленных как непосредственно в школах дизайна, так и на специализированных факультетах ведущих мировых ВУЗов.
В рамках Inside the Academy BE OPEN использует систему вознаграждений, мастер-классов и рейтингов средних и высших учебных заведений для того, чтобы выстроить взаимосвязи между образовательной средой, бизнесом и программой грантов. Развёрнутая программа BE OPEN Inside the Academy была представлена её куратором Роберто Занканом (Roberto Zancan) в Колледже Искусств Челси (Chelsea College of Art) в мае 2013 года.
В сентябре 2012 года фонд BE OPEN объявил тематику своей работы на предстоящий год — масштабный проект по изучению пяти традиционных чувств: зрения, вкуса, обоняния, осязания и слуха, которые стали отправной «точкой» для перехода к исследованию шестого чувства, или интуиции. Первой мероприятие в рамках этой концепции состоялось на 2012 London Design Festival, было посвящено звуку и звучанию и включало в себя конференцию, ярмарку «чувственных» проектов молодых дизайнеров, и присуждение награды наиболее значимому проекту. Особое внимание привлёк BE OPEN Sound Portal — уникальная конструкция, созданная фондом в сотрудничестве с Arup и London Design Festival. Портал был установлен на Трафальгарской площади и привлёк огромное количество посетителей — он предстал перед ними в виде кокона, охраняющего звуковые образы от городского хаоса. В течение пяти дней «здесь можно было услышать работы пяти саунд-дизайнеров — от экзотических звуков природы, таких как звук раскалывания гигантских ледяных глыб тающего ледника, до самых современных произведений электронной музыки».
В США в декабре 2012 года Фонд организовал конференцию в рамках Design Miami, на которой представил новейшие имена в мире дизайна, экспериментирующие с концепцией дизайна чувств.
На Milan Design Week в 2013 году фонд вернулся с мультисенсорной программой, исследующей «пересечение» цвета и вкуса, запаха и зрения. Центральный элемент новой программы был определён как синестезия, наложение. Инсталляция House of the Senses, созданная для фонда BE OPEN французским архитектором и дизайнером Кристофом Пийе (Christophe Pillet) и выставленная в Государственном Университете Милана, стала выражением этой концепции — здесь посетители смогли погрузиться в сенсорное пространство, дополненное интерактивными инсталляциями.
Тем временем, BE OPEN Sound Portal переместился в Chelsea College of Art, где студенты Лондонского Университета искусств смогли использовать его возможности для проведения исследований звука как составляющей искусства и одного из элементов окружающей среды. Симпозиум, на котором были представлены результаты их работы, состоялся в Chelsea College of Art & Design в мае 2013 года.
В 2014 году BE OPEN совместно с Правительством Индии организовывал крупную выставку и форум Made in … India Samskara. В 2015-м в рамках Миланской недели дизайна фондом была организована крупная выставка The Garden of Wonders. В данный момент BE OPEN активно сотрудничает с Фондом мэра Лондона, Администрацией мэрии и Администрацией Большого Лондона. В партнёрстве с BE OPEN были организованы следующие программы: программа трудоустройства молодых специалистов из неблагополучных районов «Creativity Works», образовательная программа для начальных классов London Curriculum. В 2017 году стартовал проект «City Pitch», организованный Фондом мэра Лондона в партнёрстве с BE OPEN: программа даёт шанс юным жителям Лондона спланировать и организовать свой собственный социальный проект, в то же время развивая свои лидерские качества, навыки управления и общения.
В декабре 2017 года, июне и июле 2018 года в Лондонском Сити-Холле прошли три отчётных мероприятия в рамках проекта City Pitch. 18 школ-финалистов представили свои проекты по улучшению их районов и жизни местных сообществ самыми различными путями. По решению жюри каждая команда школьников получила грант размером £1,500 на развитие своего проекта. При этом начальная школа Sheringham из Newham получила дополнительные £1500 от BE OPEN на расширение кампании за усиление роли женщин.
Благодаря поддержке со стороны фонда BE OPEN, молодёжь Лондона получила возможность озвучить свои стремления и повлиять на их воплощение, развить свои предпринимательские и лидерские качества, сделать важный и долгосрочный вклад в жизнь своих районов.
В июне 2018 года фонд BE OPEN совместно с SBID (Society for British & International Design) провёл конкурс «Designed for Business» для студентов в области прикладного дизайна и искусства. Призовой фонд конкурса составил £35 000.
SBID и BE OPEN создали данный конкурс с целью поддержать молодые таланты в каждой из этих индустрий, предоставить им равные возможности и обеспечить столь необходимую связь между студентами и бизнес-сообществом.
Сотни студентов-выпускников выдвинули на конкурс свои работы в пяти различных категориях: Interior Design, Interior Decoration, Fashion, Art & Design и Product Design. Члены экспертного жюри отметили, что были приятно удивлены качеством, инновационностью, социальной и экологической ответственностью предоставленных работ. В состав жюри вошли ключевые представители таких компаний и брендов, как Sebastian Conran Associates, Amazon UK, Christie’s Education, John Lewis, Amara, HG Designworks и VitrA, а также лучшие представители академической сферы из ведущих британских университетов.
С денежным призом церемонию покинет не один счастливчик — помимо главного приза в размере £30 000, победители в каждой из пяти категорий получат по £1 000, а также общественное признание заслуг их университета и преподавателей.
Церемония награждения финалистов прошла в Палате Общин в Вестминстере. Главным победителем конкурса и обладательницей приза в размере £30 000 стала выпускница Университета Dundee Katarina Spenerova, одна из финалистов категории Interior Design. Проект Катарины под названием PETAL (лепесток) представляет собой модульную строительную систему, которая позволяет сообществам расти органическим образом — проект был выбран за «оригинальность и инновационное решение проблемы жилья в современном обществе». Имея перед собой цель изучить концепт совместного проживания, проект демонстрирует то, как люди могли бы сосуществовать вместе в условиях растущих цен на жильё.
Победителями в пяти категориях, получившими денежные призы в размере £1 000, стали Fashion — Anna Cuinu, Heriot-Watt University, Interior Design — Stephen Tozer, University Arts Falmouth, Interior Decoration — Catherine Sinclair, Glasgow School of Art, Product Design — Stefan Guiton, University of the West of England, Art & Design — Joshua Redican, Coventry University.
В 2019 году фонд совместно с Cumulus, the Global Association of Art and Design Education and Research запустил конкурсную программу в поддержку Целей в области устойчивого развития ООН. Цели в области устойчивого развития являются своеобразным призывом к действию, исходящим от всех стран — бедных, богатых и среднеразвитых. Он нацелен на улучшение благосостояния и защиту нашей планеты. Государства признают, что меры по ликвидации бедности должны приниматься параллельно усилиям по наращиванию экономического роста и решению целого ряда вопросов в области образования, здравоохранения, социальной защиты и трудоустройства, а также борьбе с изменением климата и защите окружающей среды.
Каждый из конкурсов посвящён одной из целей ООН, участниками являются студенты и выпускники творческих дисциплин мировых вузов (дизайн, архитектура, медиа, искусство). Конкурсные проекты отбираются и оцениваются членами международного жюри – экспертами в сферах, релевантных теме конкурса, а также представителями бизнеса, дизайна, профессорами ведущих творческих вузов и т. д. в рамках каждого конкурса вручается ряд денежных призов, общая сумма вознаграждения от фонда BE OPEN достигает €15 тысяч.
В 2019 году программа стартовала с конкурса Second Life of Things in Design, посвящённого цели SDG12: ответственное потребление и производство (устойчивое потребление и производство направлено на то, чтобы «делать больше и лучше меньшими средствами»).
В 2020 году конкурс Design for Sustainable Cities был посвящён Цели 11: устойчивые города и населенные пункты (обеспечение открытости, безопасности, жизнестойкости и экологической устойчивости городов и населенных пунктов).
В 2021 году стартовал конкурс Design to Nurture the Planet, собравший проекты, направленные на решение Цели 2: Ликвидация голода, обеспечение продовольственной безопасности и улучшение питания и содействие устойчивому развитию сельского хозяйства.
В 2022 году конкурс “Better Energy by Design” designbetterenergy.com был посвящён  ЦУР№7: «Доступная и чистая энергия» и разработке решений, способствующих тому, чтобы все большее число домохозяйств, сообществ и производственных компаний использовали технологии «зеленой» энергетики.
В 2023 году стартовал конкурс Design Your Climate Action https://designclimateaction.com/ с целью повысить осведомленность о ЦУР № 13 и необходимости срочных действий в отношении борьбы с последствиями климатических изменений среди молодых и перспективных специалистов творческих дисциплин, а также способствовать их реализации путем выявления, демонстрации и продвижения творческих идей, которые поддерживают глобальный переход к устойчивому и эффективному будущему.
Для каждого конкурса обычно выделяются три категории заявок, к которым должны относиться проекты. Участники могут участвовать как индивидуально, так и в составе многопрофильной команды (количество участников в команде не ограничено). Участникам конкурсов рекомендуется обращаться за академическим и профессиональным наставничеством.
Ежегодно BE OPEN награждает лучшие работы следующими денежными премиями, а также почётными грамотами:
- Первый приз — 5000 евро.
- Второй приз — 3000 евро.
- Третий приз — 2000 евро.
- Приз BE OPEN’s Choice — 3000 евро.
- Приз общественного голосования — 2000 евро[131].

В ноябре 2023 года BE OPEN представил международные инициативы фонда в области устойчивого развития и образования на cстуденческом энергетическом саммите SES 2023 и на панельной дискуссии образовательного хаба Глобальной конференции ООН COP28 в Дубае. Позднее BE OPEN также стала участником Конференции и выставки ICSDI 2024, Министерского саммита MED9 по образованию в интересах устойчивого развития и Форума ЕЭК ООН по ОУР: Расширение прав и возможностей молодёжи для устойчивого будущего, а также Международной конференции по устойчивой энергетике ISEC 2024.

### Онлайн-галерея BE OPEN Art
BE OPEN Art, художественная онлайн-галерея и пространство для диалога между новыми художниками и коллекционерами со всего мира.
Стремясь продемонстрировать и поддержать новые таланты, BE OPEN Art отбирает художников на раннем этапе их карьеры — проект видит свою миссию в поиске новых лиц на арт-сцене. Участие в BE OPEN Art — это возможность для начинающих художников по всему миру проявить себя, а также отправная точка для установления связей между новыми творцами и современными коллекционерами.
Ежемесячно галерея выставляет 20 новых художников, используя онлайн-голосование для определения и награждения Художника месяца и Художника года.
Последняя инициатива, направленная на поддержку начинающих художников — BE OPEN Regional Art. Это серия конкурсов для начинающих художников, направленная на поддержку тех, чье искусство лучше всего отражает их региональную, культурную и этническую самобытность. Каждый региональный этап длится 3 месяца, поэтому в год проводится 4 этапа, в каждом из которых определяется победитель. Региональные победители награждаются денежными призами.
Первым был регион Восточного Средиземноморья, включавший Кипр, Турцию, греческие острова Додеканес, Ливан, Сирию, Палестину, Израиль, Иорданию и Египет.
BE OPEN организовал художественную выставку в Никосии, чтобы отметить избранных художников и победительницу Джованну Теодосиу. В выставке приняли участие художники и члены их семей, представители министерств образования и культуры Кипра, муниципалитета Никосии, представители академических, художественных и бизнес-сообществ и др.
Далее конкурс переместился в Карибский регион: Антигуа и Барбуда, Багамы, Барбадос, Белиз, Доминика, Гренада, Гайана, Гаити, Ямайка, Суринам, Тринидад и Тобаго. По результатам голосования Камла Кью, художница-самоучка, родившаяся в Антигуа и Барбуде, стала художником региона.
Конкурс по Юго-Восточной Азии охватывал Бруней, Камбоджу, Восточный Тимор, Индонезию, Лаос, Малайзию, Мьянму, Филиппины, Сингапур, Таиланд и Вьетнам. Художник из Бали Awshitttttt стал художником региона.
Четвёртый этап программы в 2023 году охватил страны Центральной Африки: Камерун, ЦАР, Чад, Республику Конго-Браззавиль, Демократическую Республику Конго, Экваториальную Гвинею, Габон, Сан-Томе и Принсипи. Победителем этапа стал Marcel Tchopwe, молодой художник, родившийся на севере Камеруна.
В 2024 году региональный конкурс BE OPEN Regional Art охватил ещё четыре региона мира:
1. Центральная Азия: Казахстан, Кыргызская Республика, Таджикистан, Туркменистан и Узбекистан.
2. Ближний Восток: Бахрейн, Иран, Ирак, Кувейт, Оман, Катар, Саудовская Аравия, Объединённые Арабские Эмираты, Йемен.
3. Центральная Америка: Белиз, Коста-Рика, Сальвадор, Гватемала, Гондурас, Никарагуа, Панама.
4. Южная Африка: Ангола, Ботсвана, Лесото, Малави, Мозамбик, Намибия, Южная Африка, Свазиленд, Замбия и Зимбабве.

## Личная жизнь

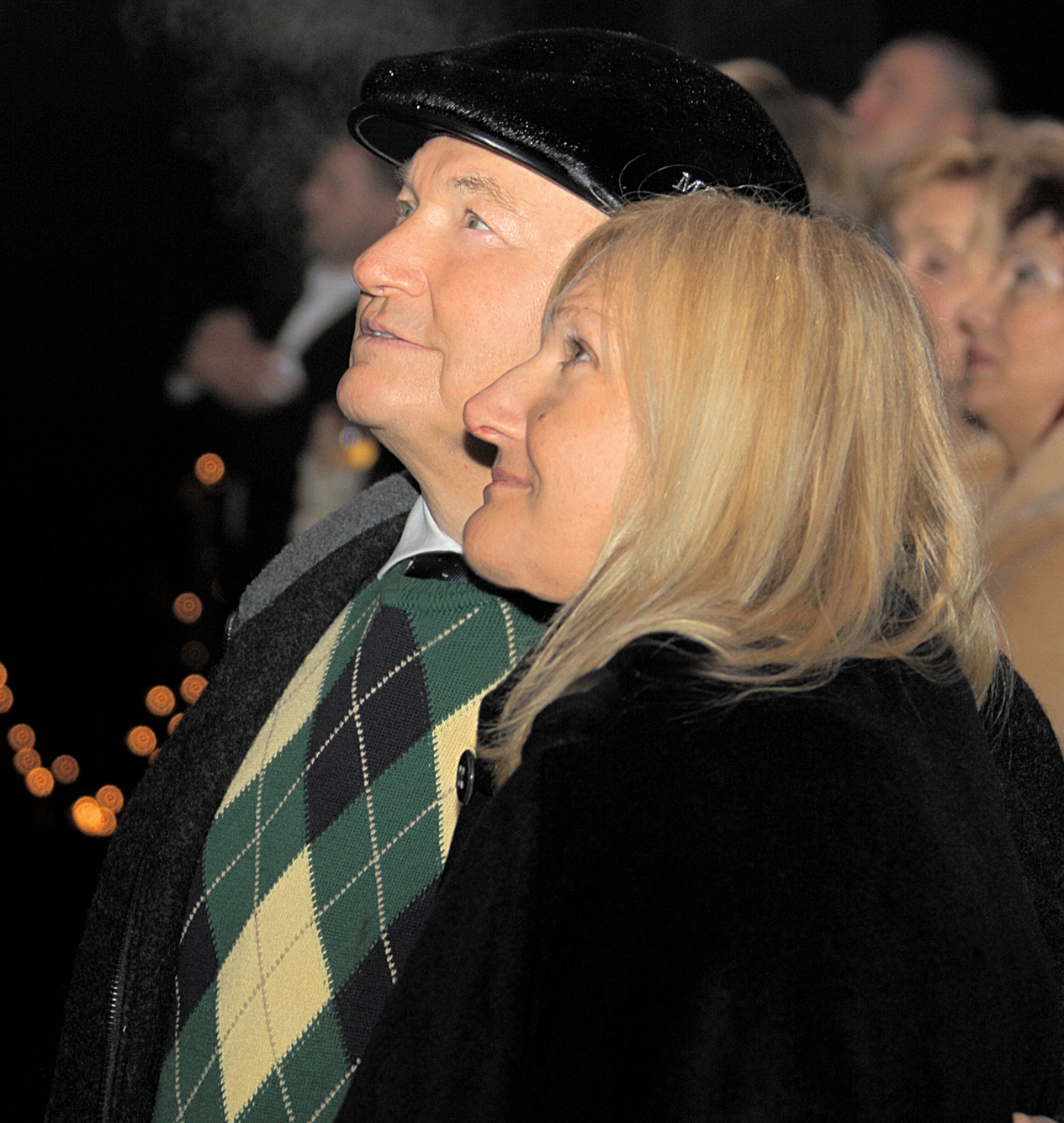
Елена Батурина и Юрий Лужков.
1 января 2010 года

Юрий Лужков и Елена Батурина поженились в 1991 году.

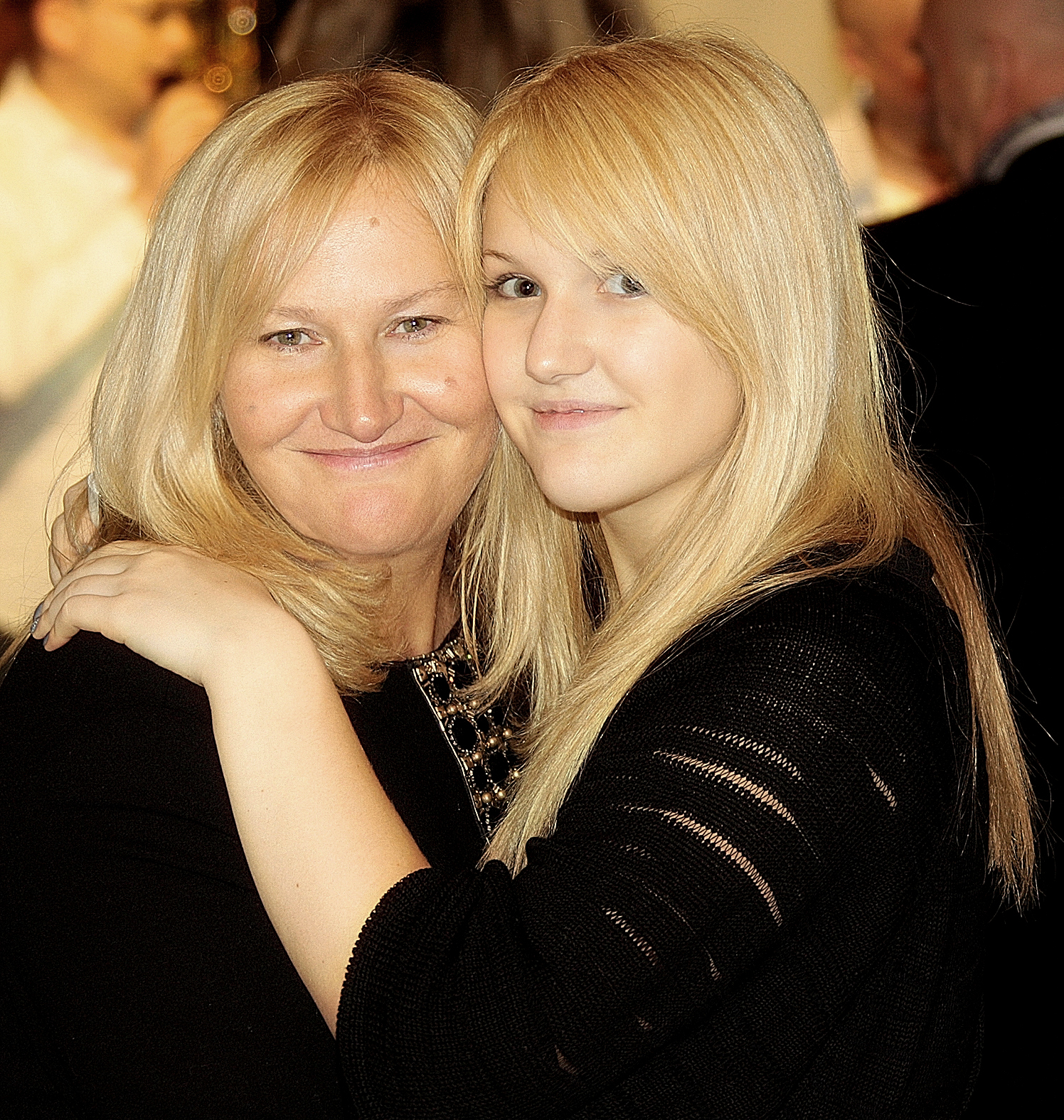
Елена Батурина и дочь

Когда мы работали вместе, об этом даже не думали, всё случилось несколько позднее. Лужков — настоящий мужчина в самом лучшем смысле этого слова. И нам очень повезло — мы любим друг друга. Мы абсолютно традиционная семья. Мне кажется, в современной России культ семьи потихоньку сходит на нет. И это очень жаль. Я считаю, что семья — основа всех основ.
В 1992 году родилась старшая дочь Елена, в 1994 — младшая Ольга. До отставки Юрия Лужкова они учились в МГУ. В дальнейшем переехали в Лондон, где изучали политику и экономику в Университетском колледже Лондона. Свой переезд в Лондон Батурина объясняет желанием быть рядом с дочерьми:
Так уж сложилась жизнь, что мне сейчас приходится жить в Англии, у меня дети там учатся и я, безусловно, всегда буду привязана к тому месту, где находятся они. Они захотят завтра жить в Японии, я вместе с ними уеду в Японию. Потому что это мои дети — и они мне важнее любого бизнеса.
В сентябре 2011 года Ю. М. Лужков прокомментировал это следующим образом:

Елена вернётся в Россию, когда будет уверена в том, что она гарантированно сможет вернуться к своим детям, обучающимся в Англии. Сегодня таких гарантий власть, преследующая нашу семью, дать не может.
Ольга в 2010 году поступила на экономический факультет МГУ, потом два года проучилась в Университетском колледже Лондона. Затем окончила бакалавриат Нью-Йоркском университете, к 2016 году училась в магистратуре по направлению гостиничного дела и пищевым наукам В конце 2015 года Ольга открыла бар «Herbarium» рядом с отелем «Grand Tirolia» в Кицбюэле, принадлежащем Елене Батуриной.
Батурина и Лужков обвенчались спустя 25 лет совместной жизни, в январе 2016 года.
Старший брат Елены Батуриной — Виктор Батурин — также бизнесмен. Елена Батурина не поддерживает контактов со своим братом после публичного конфликта, связанного с бизнесом, который произошёл в 2007 году и вылился во взаимные судебные иски (позднее они были окончены мировым соглашением). В 2007 году Виктор Батурин предъявил компании сестры иск на 120 миллионов долларов за неправомерное увольнение, но проиграл дело. В июле 2013 года Виктор Батурин был осуждён за мошенничество с векселями (совершённое в попытке получить от сестры дополнительные деньги, помимо предусмотренных мировым соглашением) и нежилыми помещениями. Суд приговорил его к 7 годам лишения свободы с отбыванием в исправительной колонии.
В январе 2016 года Виктор Батурин был освобожден досрочно, а неотбытый срок Верховный Суд Калмыкии заменил штрафом.
В 2017 году против Виктора Батурина возбудили ещё одно дело за покушение на мошенничество в особо крупном размере и два эпизода фальсификации доказательств по гражданскому делу. В 2021 году ему было предъявлено официальное обвинение, и он был арестован.
В 2022 году Виктор Батурин признал себя виновным в мошенничестве и фальсификации доказательств, а в ноябре 2023 года Симоновским судом Москвы признан виновным и приговорен к шести годам лишения свободы и штрафу в размере 500 тысяч рублей.

## Хобби и увлечения

### Конный спорт
Батурина начала интересоваться конным спортом после того, как Святослав Фёдоров подарил ей на день рождения лошадь.
Даже недруги Батуриной отмечали, что в конный спорт ею было вложено немало средств. «Простые лошадники», по данным СМИ, рассказывали, что на своей личной конюшне Батурина держит лошадей-инвалидов и обеспечивает им достойное существование.
Впрочем, лошади для Батуриной — не только хобби, но и бизнес. Она владеет конным заводом «Веедерн», основанным в XVIII веке. Осенью 2005 года завершилась реконструкция зданий завода («с сохранением исторических фасадов») и была введена в эксплуатацию первая очередь «Веедерна», началась работа по воспроизводству тракененской и ганноверской пород лошадей.
Ещё Елена Батурина считает: как человек садится на лошадь, как он с ней договаривается, так он строит отношения и с людьми:
Нужно обязательно посадить человека на лошадь, чтобы увидеть, как он будет вести себя в коллективе: станет лидером или нет, будет диктатором или пойдёт на компромисс. Вообще с лошадьми легче мужчинам. У них крепкая рука, и остановить животное труда не составляет. Вот Лужков может справиться с любой лошадью.

### Горные лыжи
В одном из интервью Елена Батурина сообщила, что катается на горных лыжах около 20 лет. По её словам вся семья предпочитает заниматься горнолыжным спортом в Тироле, Австрия. Именно это увлечение стало причиной того, что первый объект гостиничной сети Батуриной, отель Grand Tirolia, был построен в Тироле.

### Коллекционирование русского фарфора
В интервью телеканалу «Дождь» Елена Батурина заявила, что владеет одной из самых крупных частных коллекций русского императорского фарфора. Предпочтение она отдаёт фарфору времён Николая Первого.
В апреле 2011 года Елена Батурина подарила музею-заповеднику «Царицыно» в Москве порядка 40 произведений искусства — часть своей коллекции раритетного фарфора. Экспозиция была приурочена к 200-летию Отечественной войны 1812 года.
В 2024 году каталог впервые был представлен общественности на международном собрании экспертов, посвящённом вопросам каталогизации частных собраний предметов искусства на примере работы над изданием «Война и мир в русском фарфоре из собрания Е.Н. Батуриной». Свое видение особенностей работы с частными и музейными  коллекциями русского фарфора и других предметов искусства озвучили искусствоведы, деятели культуры, руководители и кураторы музеев.
О каталоге сделала доклад научный редактор издания, директор Государственного института искусствознания, доктор искусствоведения Наталия Сиповская. Из её доклада собравшиеся узнали, что каталог «Война и мир в русском фарфоре» был создан на базе крупнейшей в мире частной коллекции  русского императорского фарфора Елены Батуриной. Работа над академическим каталогом заняла семь лет, вовлекла более 100 специалистов, но появившееся в результате издание – более 1500 полос уникальных фото и текстовых материалов - стало прорывом в искусствоведческой науке о фарфоре. Исследование исключительных по значимости произведений от Екатерининских времён до Временного правительства позволило составить энциклопедию императорского фарфора России, найти и включить в каталог более 1200 графических источников, 800 архивных свидетельств, более 300 имен заказчиков и первых владельцев, а порядка 50 проектов форм и оригинальных эскизов росписи публикуются впервые.
Три тома, озаглавленные в соответствии с включёнными в них предметами «СЛАВА. Русский императорский фарфор: вещи поднесения», «ВОЙНА. Предметы с росписью военными фигурами» и «МИР. Парадный фарфор русского стола» содержат подробные описания 1500 предметов и охватывают все значительные явления в истории русского фарфора, отражая также исторический и художественный контекст, восстановленные по архивным источникам даты создания произведений, историю их бытования.
Анализ коллекции показал, что она содержит около 500 уникальных произведений, не имеющих повторов в других собраниях.
По оценкам экспертов стоимость фарфоровой коллекции Елены Батуриной превышает 250 млн долларов.
Также Елена Батурина увлекается гольфом, в который играла вместе с мужем и коллекционирует фотографии из стран, в которых бывает.

## Критика
По мнению Сергея Станкевича «В Москве к 1996 году стала складываться классическая „семейная“ группировка, уже начала свой удивительный взлёт в бизнесе будущий миллиардер и по совместительству жена мэра Елена Батурина».
В конце 2000-х годов некоторые фигуры российского бизнеса, в частности Александр Лебедев, утверждали в СМИ, что получение выгодных заказов компанией «Интеко» от правительства Москвы отчасти обусловлено наличием брачных уз между Лужковым и Батуриной, что неоднократно опровергалось самой Батуриной, документального подтверждения эти обвинения не имеют.
В декабре 2009 года газета «Ведомости» опубликовала данные, из которых следовало, что летом 2009 года, в период, когда прочие девелоперские компании столкнулись со значительными трудностями, связанными с экономическим кризисом, «Интеко» досрочно погасила кредиты банков в размере 27 млрд руб. Одним из источников погашения долгов стала продажа земельного участка площадью 58 га на Юго-Западе Москвы за 13 млрд руб., то есть 220 млн руб. за 1 га (эта цена, по данным «Ведомостей», соответствовала докризисной и превышала текущие на тот момент примерно вдвое). Покупателем земли выступила структура, близкая к Банку Москвы, причём, по информации газеты, покупка была оплачена за счёт кредита этого банка. При этом крупнейшим акционером Банка Москвы является Правительство Москвы. В 2011 году по этому эпизоду было возбуждено уголовное дело, в офисах «Интеко» и Банка Москвы, а также ряда иных структур проводились обыски.
В 2013 году в официальном письме на имя Батуриной, подписанном заместителем министра внутренних дел России было указано, что никаких претензий и обвинений к Батуриной не предъявлялось ввиду отсутствия для этого оснований, уголовных дел по поводу расследований, связанных с Банком Москвы в отношении неё не возбуждалось.
В 2006—2008 годах по заказу принадлежащей Батуриной фирмы «Интеко», несмотря на протесты общественности, было уничтожено 80 % Тёплых торговых рядов. На месте памятника архитектуры предполагалось построить отель.
В июле 2009 года российский предприниматель Шалва Чигиринский через своего адвоката заявил Высокому суду в Лондоне о том, что Батурина была с 1999 года его партнёром по девелоперским и нефтегазовым проектам в Москве: по его словам, он финансировал эти проекты, а Батурина «должна была „гарантировать“, что никакие „бюрократические вопросы“ не помешают их реализации»; таким образом, она, по утверждению Чигиринского, де-факто контролировала половину его нефтяных активов (в частности, Sibir Energy), внесённых в Московскую нефтяную компанию (прекратила своё существование в декабре 2003 года); утверждения были опровергнуты Батуриной.

#### Доклад Бориса Немцова «Лужков. Итоги»
В начале сентября 2009 года бывший первый вице-премьер РФ Борис Немцов, призвал власти привлечь столичного мэра Лужкова к уголовной ответственности за коррупцию, утверждая в своём докладе, что действия последнего привели к обогащению его жены Елены Батуриной; позже в том же месяце к требованию об отставке Лужкова в связи с бизнесом Батуриной присоединились сопредседатель партии «Правое дело» Леонид Гозман и движение «Солидарность».
После выхода этого доклада Елена Батурина и ЗАО «ИНТЕКО» подали в суд на Бориса Немцова с требованиям опровержения пяти фрагментов из доклада. В итоге суд решил, что опровержению подлежит один фрагмент из пяти: «…факты — упрямая вещь. Нигде, кроме Москвы, бизнес Батуриной не развивается успешно…». Четыре других фрагмента не содержали в себе сведений об истцах и, следовательно, не подлежали опровержению согласно статье 152 Гражданского кодекса РФ. Позднее Высший Арбитражный Суд России, куда обратилась Батурина, отказался пересматривать данное решение.
Позднее Борис Немцов говорил: «Меня не покидает ощущение, что нынешнее расследование больше похоже на месть Лужкову и Батуриной, а не на попытку восстановить законность. Я абсолютно убежден, что главная задача – рейдерство с помощью государства. Цель – забрать бизнес Батуриной за бесценок. И тут уголовные дела как нельзя кстати. Участвовать в мародерстве противно, и я этого делать ни за что не буду. Так что история моего конфликта с Батуриной с сегодняшнего дня полностью закрыта».

## Оценки личности
Первый глава IKEA в России Леннарт Дальгрен в своей книге «Как я покорял Россию, а она — меня» так описывает встречу с Еленой Батуриной:
В одной из наших встреч с представителями этой компании, которую мы рассматривали в качестве потенциального поставщика, неожиданно приняла участие сама госпожа Батурина. Она вошла в комнату посреди разговора и, не представившись, заявила, что если мы собираемся закупать продукцию одного из её предприятий, то делать это предстоит на её условиях. Условия эти оказались за гранью разумного и были абсолютно неприемлемыми. Потом нам говорили, что это разногласие сыграло роль красной тряпки в наших последующих переговорах с её супругом о строительстве ИКЕА на Кутузовском проспекте. До сих пор не могу поверить, что это может быть правдой.
В свою очередь, Елена Батурина заявила, что она никогда не встречалась с Леннартом Дальгреном. И не исключила возможности выяснения отношений с автором книги в суде за распространение информации, не соответствующей действительности.

## Интересные факты
- На 75-летие Елена Батурина подарила супругу сеялку[181].
- Любимой вещью Батуриной в её Лондонском офисе является Венская фарфоровая ваза 19-го века[182].
- Елене Батуриной запрещён въезд на Украину как лицу, которое по решению СБУ и СНБО представляют угрозу национальной безопасности[183]. 19 октября 2022 года, на фоне вторжения России на Украину, внесена в санкционный список Украины[184].